# 胥江街道
胥江街道是中华人民共和国江苏省苏州市姑苏区一个已撤销的街道办事处，2017年3月24日，苏州市人民政府批复同意撤销胥江街道，将其所辖行政区域划归沧浪街道。